# Achromobacter anxifer
Achromobacter anxifer es una especie de  bacteria gramnegativa del género Achromobacter. Fue descrita en el año 2014. Su etimología hace referencia a ansiedad. Es aerobia y móvil. Consiste en el previo genogrupo 7 de Achromobacter. Tiene un tamaño de 0,4-0,7 μm de ancho por 1,4-2,8 μm de largo. Crece en forma individual o en parejas. Forma colonias convexas, traslúcidas, no pigmentadas y con márgenes lisos en agar TSA tras 48 horas de incubación. Consiste en los ST100 y 101 de Achromobacter. Tiene un contenido de G+C de 66,5%. Se ha aislado en  esputos humanos, en pacientes con fibrosis quística  en Estados Unidos y en lodos en el año 2002 en Bélgica. 